# Another Love Song
『Another Love Song』（アナザー・ラヴ・ソング）は、Chageのミニ・アルバム。2016年8月10日に発売された。発売元はUSM JAPAN。

## 解説
前作のアルバム『hurray!』から、約1年ぶりとなる作品。本作では、全6曲が収録されており、新曲とCHAGE and ASKA時代の時の楽曲や、ボブ・ディランのカバー曲などを収録している。
また本作に収録されている「NとLの野球帽」と「もうひとつのLOVE SONG」はシングルとしても2016年6月22日から配信を行なっている。
初回限定盤は「もうひとつのLOVE SONG」のMusic Videoや2016年6月に行われたファンクラブ・イベントのダイジェストなどが収録されたDVDが付属している。

## 収録曲
| #         | タイトル                                      | 作詞      | 作曲      | 編曲      | 時間  |
| --------- | --------------------------------------------- | --------- | --------- | --------- | ----- |
| 1.        | 「もうひとつのLOVE SONG」                     | Chage     | Chage     | 渡辺等    | 6:01  |
| 2.        | 「夏の終わり (2016)」                         | 澤地隆    | Chage     | 渡辺等    | 6:10  |
| 3.        | 「迷い猫のシャッフル」                        | 松井五郎  | Chage     | 滝本成吾  | 4:54  |
| 4.        | 「Make You Feel My Love」(日本語詞：松井五郎) | Bob Dylan | Bob Dylan | 渡辺等    | 3:52  |
| 5.        | 「NとLの野球帽 (2016)」                       | Chage     | Chage     | 渡辺等    | 8:46  |
| 6.        | 「空飛ぶ電車とPancake」                       | Chage     | 多田慎也  | 力石理江  | 4:01  |
| 合計時間: | 合計時間:                                     | 合計時間: | 合計時間: | 合計時間: | 33:44 |

| #  | タイトル | 作詞 | 作曲・編曲 |
| -- | --- | ---- | ---------- |
| 1. | 「もうひとつのLOVE SONG」(Music Video)                                                                                               |      |            |
| 2. | 「"Chage Fan Meeting 2016 ここがファンミのど真ん中" Digest & Making Movie～Live」(Hurray! Hurray! / 夏の終わり / ロマンシングヤード) |      |            |
| 3. | 「終章（エピローグ）」(コンサート＜僕らのポプコンエイジ＞より)                                                                       |      |            |

## 楽曲解説

### CD
1. もうひとつのLOVE SONG
2016年発売の配信限定シングル。表記は無いが、演奏時間がシングルよりも長いアルバム・ヴァージョンとなっている。またエンディングがシングルではフェードアウトで終わるのに対し、本作ではカットアウトで終わる。
2. 夏の終わり（2016）
CHAGE and ASKA（当時:チャゲ&飛鳥）のアルバム『Mr.ASIA』の収録曲をアレンジしたもの。
3. 迷い猫のシャッフル
4. Make You Feel My Love
ボブ・ディランが1997年に発表した楽曲のカバー。
5. NとLの野球帽（2016）
CHAGE and ASKA（当時:CHAGE &ASKA）のシングル「river」のカップリング曲をアレンジしたもの。表記は無いが、演奏時間がシングルよりも長いアルバム・ヴァージョンとなっている。
6. 空飛ぶ電車とPancake

### DVD（初回限定盤）
1. もうひとつのLOVE SONG（Music Video）
2. Chage Fan Meeting 2016 ここがファンミのど真ん中" Digest & Making Movie～Live
  1. Hurray! Hurray!
  2. 夏の終わり
  3. ロマンシングヤード
3. 終章（エピローグ）（コンサート＜僕らのポプコンエイジ＞より）